# تشاو شياو
تشاو شياو (الصينية من مواليد مارس 1967) هو خبير اقتصادي صيني حاز على الاهتمام بحجة أن الاقتصاد الصيني سيستفيد من انتشار المسيحية.
في عام 2002، نشر بحثًا بعنوان «اقتصاديات السوق مع الكنائس واقتصادات السوق بدون الكنائس»،  التي دفعت بأن مفتاح النجاح التجاري لأميركا هو كنائسها.
بدأ تشاو في دراسة الإنجيل بقصد إثبات عدم وجود حقيقة فيه، لكن بعد ثلاثة أشهر، «اعترف بالهزيمة» واعتنق المسيحية.

## مهنة

### التعليم
- 1989 بكالوريوس اقتصاد جامعة شاندونغ
- 1995 معهد الاقتصاد بجامعة نانكاي، درجة الماجستير في الاقتصاد
- 1999 معهد غوانغهوا لإدارة جامعة بكين، دكتوراه في الاقتصاد

### المناصب الحالية
تشاو شياو أستاذ بقسم التجارة الدولية والاقتصاد في كلية الاقتصاد والإدارة بجامعة العلوم والتكنولوجيا ببكين.
كان سابقًا رئيسًا لمركز البحوث الاقتصادية، إدارة الاستراتيجية الكلية التابعة للجنة الإشراف على الأصول المملوكة للدولة التابعة لمجلس الدولة الصيني (S A S A C). بالإضافة إلى ذلك، يدرس في كلية الإدارة بجامعة العلوم والتكنولوجيا في بكين.
كان باحثًا ضيفًا في مركز الصين الدولي للبحوث الاقتصادية بجامعة بكين. باحث خاص في جمعية الصين والإصلاح الاقتصادي؛ باحث خاص، معهد Unirule للاقتصاد. مراقب «التقرير المالي والاقتصادي» للتلفزيون الصيني المركزي؛ ورشح لجائزة الصين للباحثين الشباب في الاقتصاد.
مجالات عمله الرئيسية هي: الاقتصاد الكلي وتحليل السياسات، وإصلاح المؤسسات المملوكة للدولة، وتحليل السوق والتوقعات.
لديه أكثر من 200 منشور بحثي في المجلات الاقتصادية الرئيسية في الصين، حول موضوعات مثل: تحليل السياسات بشأن الأزمة المالية، وتأثير البترول على الاقتصاد الصيني، وتنمية فرص العمل والمؤسسات.
يشغل حاليا منصب مدير معهد قيادة السرو في بكين.
كان تشاو رائدًا في دراسات اقتصاد السوق والأخلاقيات في الصين، وتمت الموافقة على «القصة الحقيقية وراء النمو الاقتصادي الصيني» على النحو المطلوب من قِبل رئيس مجلس الدولة الأسبق تشو رونغ جى من أجل قراءة مؤتمر اقتصادي لمجلس الدولة.